# Золотинка (станція)

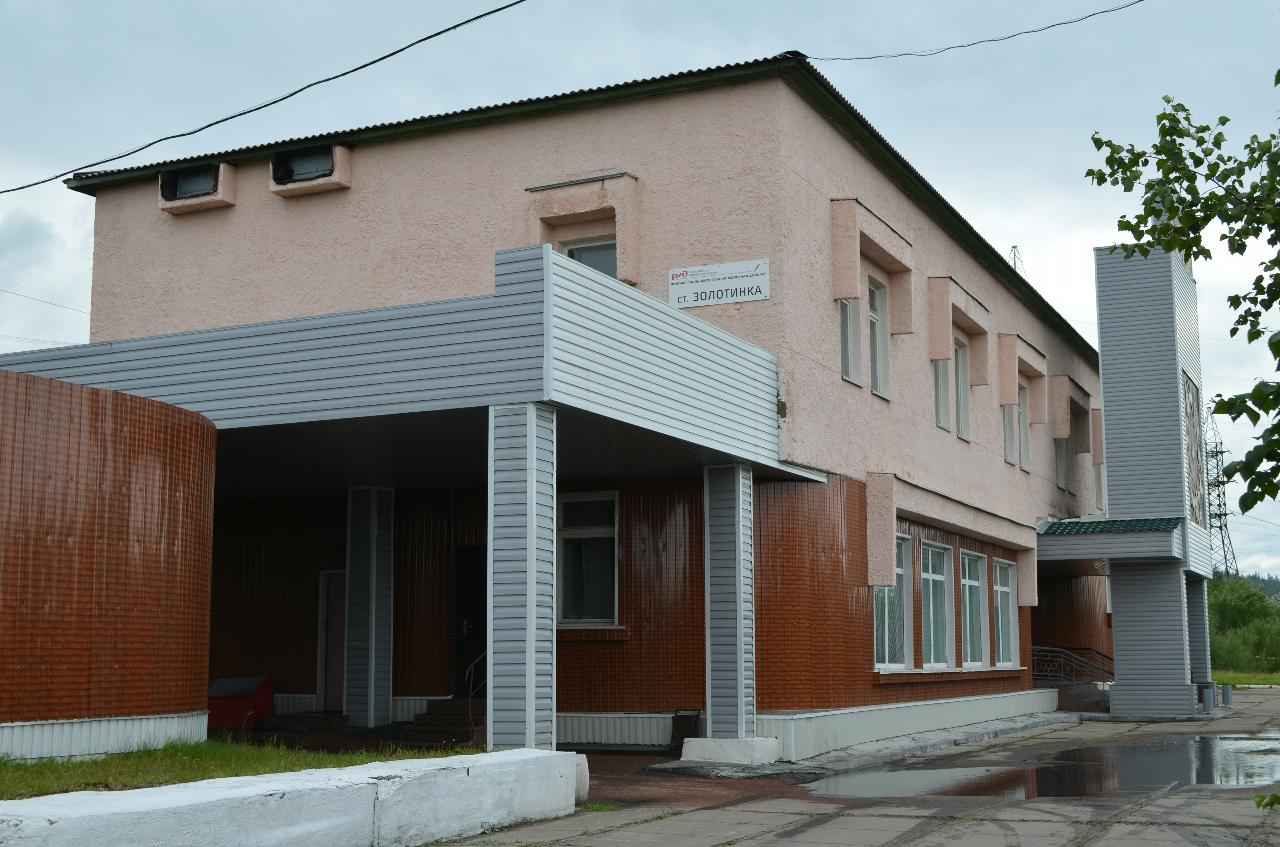

Золотинка (рос. Золотинка) — станція Тиндинського регіону Далекосхідної залізниці Росії, розташована на дільниці роз'їзд Бестужево — Нерюнгрі-Пасажирська між роз'їздами Аям (відстань — 22 км) і Оборчо (42 км). Відстань до роз'їзду Бестужево — 135 км, до ст. Нерюнгрі-Пасажирська — 67 км; до транзитного пункту Тинда — 162 км, до транзитного пункту Новий Ургал — 1059 км.